# NGC 403
NGC 403 es una galaxia espiral de la constelación de Piscis. 
Fue descubierta el 29 de agosto de 1862 por el astrónomo Heinrich Louis d'Arrest.